# Vitória FC
Nezaměňovat s jiným portugalským fotbalovým klubem Vitória SC.
Vitória FC známý i jako Vitória Setúbal je portugalský fotbalový klub z města Setúbal hrající nejvyšší portugalskou soutěž Primeira Ligu.

## Historie

### Zlaté desetiletí
V letech 1964 až 1974 měla Vitória zlaté desetiletí. V letech 1964/65 a 1966/67 vyhrála dvakrát portugalský pohár a jeden přidala v sezóně 2004/05. Vitória také několikrát skončila na třetím místě a v sezóně 1971/72 dokonce na druhém místě v první lize. Za klub hráli slavní portugalští fotbalisté, jako např. Jacinto João, José Augusto Torres a Vítor Baptista.

## Úspěchy
- 3× vítěz portugalského poháru (1964/65, 1966/67, 2004/05)[1]
- 1× vítěz portugalského ligového poháru (2007/08)[2]